# Principado de Iaroslavl
```
   |-
       |
Erro:
:  
valor não especificado para "
nome_comum
"
```

O Principado de Iaroslavl (em russo:  Ярославское княжество) foi um principado russo com centro na cidade de Iaroslavl. Existiu em 1218 - 1463 (nominalmente até 1471). Foi um principado de apanágio como parte de Vladimir-Suzdal até meados do século XIV, então um Grande Principado.